# T. J. Holyfield
T. J. Holyfield, né le 22 septembre 1995, à Manzano Mountains (en), au Nouveau-Mexique, est un joueur américain de basket-ball. Il évolue au poste d'ailier fort.

## Biographie

### Carrière universitaire
Entre 2015 et 2018, il joue pour les Lumberjacks (en) à la Stephen F. Austin State University (en).
Entre 2019 et 2020, il joue pour les Red Raiders à l'université Texas Tech.

### Carrière professionnelle

#### Kauhajoki Karhu (2020-2021)
Le 18 novembre 2020, automatiquement éligible, il n'est pas sélectionné lors de la draft 2020 de la NBA.
Le 20 mai 2020, il signe son premier contrat professionnel en Finlande avec les Kauhajoki Karhu (en).

#### EWE Baskets Oldenbourg (depuis 2021)
Le 16 juin 2021, il signe avec le club allemand du EWE Baskets Oldenbourg.

## Statistiques
gras = ses meilleures performances

### Universitaires
| Saison    | Équipe                 | Matchs   | Titul.   | Min./m   | % Tir    | % 3pts   | % LF     | Rbds/m.  | Pass/m.  | Int/m.   | Ctr/m.   | Pts/m.   |
| --------- | ---------------------- | -------- | -------- | -------- | -------- | -------- | -------- | -------- | -------- | -------- | -------- | -------- |
| 2015-2016 | Stephen F. Austin (en) | 34       | 34       | 19,9     | 52,2     | 37,2     | 73,0     | 4,21     | 1,06     | 0,74     | 1,47     | 7,53     |
| 2016-2017 | Stephen F. Austin      | 32       | 32       | 27,5     | 52,5     | 33,3     | 77,2     | 7,16     | 1,09     | 0,97     | 1,22     | 11,69    |
| 2017-2018 | Stephen F. Austin      | 35       | 35       | 27,2     | 54,8     | 41,2     | 74,8     | 6,34     | 0,86     | 1,14     | 1,26     | 12,89    |
| 2018-2019 | Stephen F. Austin      | Redshirt | Redshirt | Redshirt | Redshirt | Redshirt | Redshirt | Redshirt | Redshirt | Redshirt | Redshirt | Redshirt |
| 2019-2020 | Texas Tech             | 31       | 30       | 24,4     | 53,6     | 34,9     | 66,2     | 4,55     | 1,19     | 0,84     | 1,61     | 8,90     |
| Carrière  | Carrière               | 132      | 131      | 24,7     | 53,4     | 36,9     | 73,3     | 5,57     | 1,05     | 0,92     | 1,39     | 10,28    |

## Palmarès
- Second-team All-Southland (2017)
- Southland All-Defensive Team (2018)